# Alexander Webster (bokser)
Alexander Grant Webster (ur. 12 grudnia 1933 w Johannesburgu, zm. 8 listopada 1994 tamże) – południowoafrykański bokser, mistrz igrzysk Imperium Brytyjskiego i Wspólnoty Brytyjskiej, dwukrotny olimpijczyk.

## Kariera sportowa
Wystąpił w wadze lekkopółśredniej (do 63,5 kg) na igrzyskach olimpijskich w 1952 w Helsinkach, gdzie po wgraniu dwóch walk przegrał w ćwierćfinale z przyszłym mistrzem olimpijskim Charlesem Adkinsem ze Stanów Zjednoczonych. Na kolejnych igrzyskach olimpijskich w 1956 w Melbourne Webster przegrał pierwszą walkę w wadze lekkośredniej (do 71 kg) z późniejszym brązowym medalistą Johnem McCormackiem z Wielkiej Brytanii.
Zdobył złoty medal w wadze lekkośredniej na igrzyskach Imperium Brytyjskiego i Wspólnoty Brytyjskiej w 1958 w Cardiff.